# Aeschnosoma marizae
Aeschnosoma marizae là loài chuồn chuồn trong họ Corduliidae. Loài này được Santos mô tả khoa học đầu tiên năm 1981.